# 薩爾斯堡火車總站

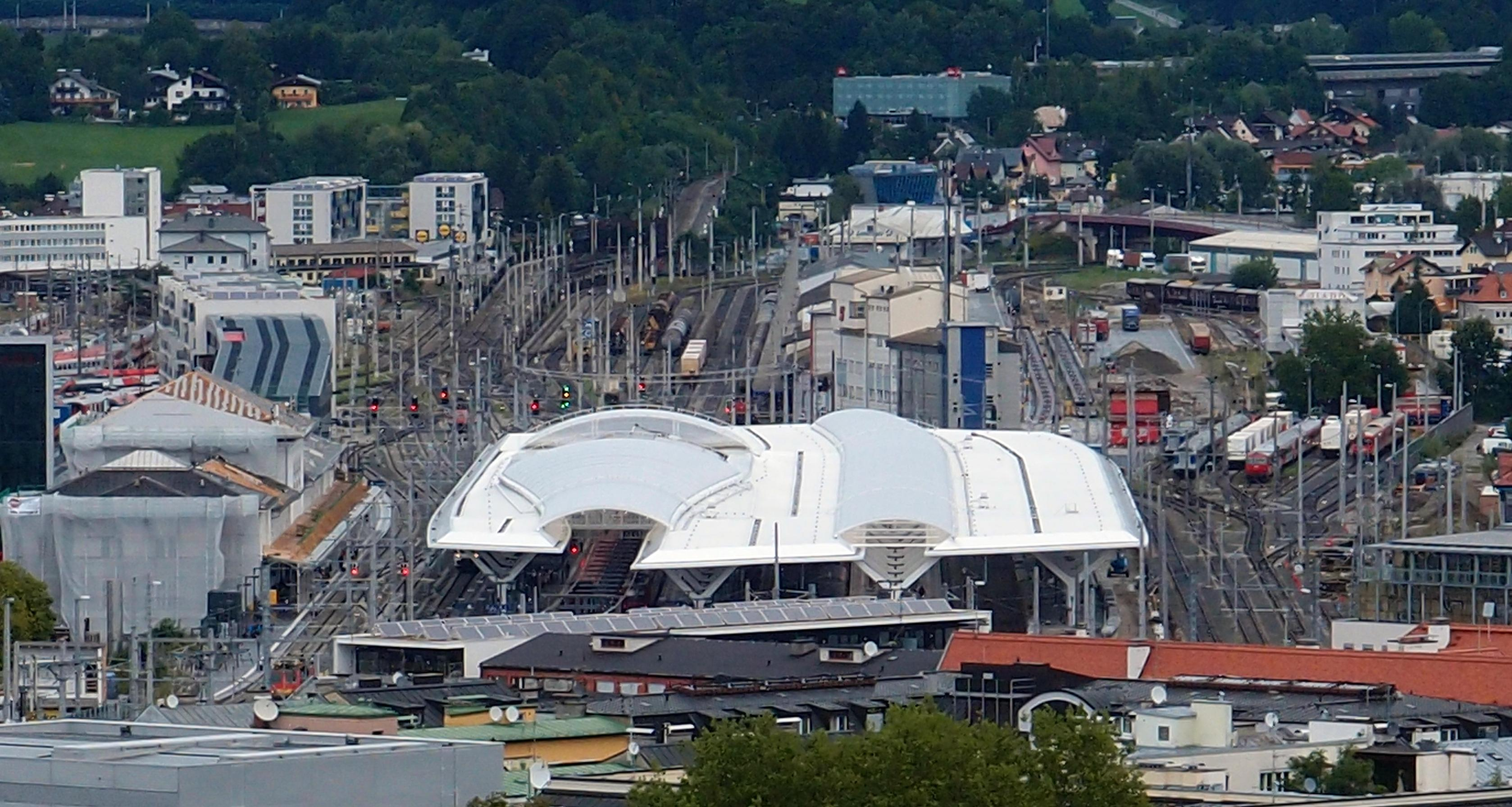
2013年的薩爾斯堡火車總站全景

薩爾斯堡火車總站又稱薩爾斯堡中央車站（德語：Salzburg Hauptbahnhof）是奧地利城市薩爾斯堡的一座火車站，也是薩爾斯堡最重要的火車站，是奧地利西部主要的交通樞紐。

## 外部連結
维基共享资源上的相關多媒體資源：薩爾斯堡火車總站
- Salzburg Tourist Office[] –  Salzburg city tourist board website.
- Salzburg Hauptbahnhof （页面存档备份，存于） information from Railteam.